# Vicario generale per la diocesi di Roma
Il vicario generale di Sua Santità per la diocesi di Roma, chiamato anche cardinale vicario per la consuetudine che sia anche elevato alla porpora cardinalizia, è il vescovo a cui, a nome e per mandato del papa, è delegato il governo pastorale della porzione della diocesi di Roma che si trova in territorio italiano. 
Dal 6 ottobre 2024 l'incarico è ricoperto dal cardinale Baldassare Reina.

## Storia
Annibale Ilari scrive che «il Sommo Pontefice, Vescovo di Roma, ha avuto da tempo remoto dei Vicarii in Spiritualibus per la diocesi romana, generalmente insigniti del carattere episcopale. La memoria più antica si ha in una lettera di Innocenzo III, del giugno-ottobre 1198, indirizzata Octaviano Hostiensi episcopo, Vicario Nostro».
Il 28 novembre 1558 Paolo IV stabilì con decreto concistoriale che la carica spettasse a un cardinale. Qualora il prescelto non fosse un cardinale, pur ricoprendo la stessa carica ed esercitando le stesse funzioni, il titolo usato era "pro-vicario". Tale prassi è decaduta quando, nel 2017, papa Francesco ha nominato con titolo pieno di vicario l'arcivescovo Angelo De Donatis, pur non essendo questi cardinale.
Precedentemente, il titolo era "vicario generale di Sua Santità per la città di Roma e distretto", dove per distretto (districtus) si intendeva l'ambito di giurisdizione territoriale del Praefectus Urbis della Roma Imperiale, istituto giuridico fatto proprio - come anche altri - dal romano pontefice per il governo della Chiesa di Roma. Esso comprendeva il territorio infra centum milia ab Urbe lapide, il cui conteggio iniziava dal Foro Romano.
Poiché la diocesi di Roma si estende anche sullo Stato della Città del Vaticano, dal 1929 esiste anche un vicario generale per la Città del Vaticano, che si occupa della cura spirituale dei fedeli residenti nel territorio delle due parrocchie vaticane, San Pietro in Vaticano e Sant'Anna dei Palafrenieri, le quali quindi non ricadono nella giurisdizione del vicario per la diocesi di Roma.
Per consuetudine il vicario generale per la diocesi di Roma è contestualmente anche arciprete della papale arcibasilica di San Giovanni in Laterano, amministratore apostolico della sede suburbicaria di Ostia e gran cancelliere della Pontificia Università Lateranense. È anche presidente dell'Opera romana pellegrinaggi. 

## Normativa
Le funzioni e le competenze del vicario generale sono esplicitate dalla costituzione apostolica In ecclesiarum communione, promulgata da papa Francesco il 6 gennaio 2023, e sono le seguenti: 
- a nome e su mandato del papa, avvalendosi della collaborazione degli altri vescovi ausiliari, esercita il ministero episcopale di magistero, santificazione e governo pastorale per la Diocesi di Roma con potestà ordinaria vicaria nei termini stabiliti (art. 10);
- è giudice ordinario della Diocesi di Roma (art. 10) e Moderatore dei Tribunali (art. 37);
- provvede a informare il papa periodicamente e ogniqualvolta lo ritiene necessario circa l’attività pastorale e la vita della diocesi di Roma (art. 11);
- è il legale rappresentante della Diocesi di Roma e del Vicariato di Roma (art. 12) e non cessa dal suo Ufficio nella vacanza della Sede Apostolica (art. 13);
- sottopone al papa i candidati per l’eventuale nomina all’ufficio di Parroco, dopo il confronto con il Consiglio Episcopale (art. 19);
- sottopone al papa i candidati per l’eventuale ammissione agli Ordini sacri, ottenuto il consenso del Consiglio Episcopale (art. 20);
- presiede il Consiglio Episcopale, in assenza del papa (art. 21);
- presiede le riunioni del Consiglio Pastorale Diocesano, del Collegio dei Consultori, del Consiglio dei Prefetti e del Consiglio Presbiterale (art. 22);
- presiede il Consiglio Diocesano per gli Affari economici (art. 23);
- nomina i Viceparroci (art. 19);
- nomina i membri del Consiglio Diocesano per gli Affari economici;
- nomina i Direttori e i Vice Direttori degli Uffici del Vicariato col consenso del Consiglio Episcopale, previa approvazione del papa (art. 27);
- nomina il Responsabile per la Protezione dei Dati (DPO) della Diocesi di Roma (art. 32).

## Cronotassi

### Vicarii in spiritualibus
Il seguente elenco è riportato da Ambrogio M. Brambilla, Origine ed evoluzione dell'ufficio del cardinale vicario di Roma fino all'anno 1558, pp. 224-226.
- Ottaviano Poli dei conti di Segni † (menzionato nel 1198)
- Pietro Gallocia † (menzionato nel 1206 e 1207)
- Pietro Saxonis † (menzionato nel 1217)
- Romano Bonaventura † (menzionato nel 1227)
- Jacopo da Pecorara, O.Cist. † (menzionato nel 1228 e 1238)
- Stefano de Normandis dei Conti † (menzionato nel 1244)
- Riccardo Annibaldi † (menzionato nel 1251)
- Tommaso Fusconi di Berta, O.P. † (menzionato nel 1260)
- Giovanni Colonna, O.P. † (menzionato nel 1262)
- Tommaso Agni da Lentini, O.P. † (menzionato nel 1264)
- Anonimo † (menzionato nel 1267)
- Aldobrandino Cavalcanti, O.P. † (menzionato nel 1272)
- Latino Malabranca Orsini, O.P. † (menzionato nel 1279)
- Giacomo Colonna † (menzionato nel 1280)
- Bartolomeo, O.F.M. † (menzionato nel 1288)
- Giovanni d'Uguccione † (menzionato nel 1290)[6]
- Salvo, O.P. † (menzionato nel 1291)
- Giovanni d'Uguccione † (menzionato nel 1295) (per la seconda volta)[6]
- Lamberto, O.F.M. † (21 luglio 1296 - ?)
- Alemanno, O.F.M. † (prima del 9 marzo 1299 - dopo il 28 aprile 1299)[7]
- Ranuccio, O.F.M. † (menzionato nel 1300 e 1301)
- Niccolò Alberti, O.P. † (menzionato nel 1302)
- Giovanni d'Uguccione † (menzionato il 6 luglio 1303) (per la terza volta)[6]
- Giacomo di Sutri † (24 dicembre 1303 - circa 1307)
- Guittone Farnese † (menzionato nel 1307)
- Isnardo Tacconi, O.P. † (menzionato nel 1309)
- Ruggero da Casole, O.P. † (menzionato nel 1313)
- Giovanni, O.F.M. † (menzionato nel 1317)
- Andrea † (menzionato nel 1322)
- Angelo Tignosi † (menzionato nel 1324)
- Andrea † (menzionato nel 1325) (per la seconda volta)
- Angelo Tignosi † (menzionato il 14 febbraio 1325) (per la seconda volta)
- Giovanni Pagnotta, O.E.S.A. † (menzionato nel 1335)
- Niccolò Zucci, O.F.M. † (menzionato nel 1341)
- Raimondo de Chameyrac † (1343 - 1348)
- Ponzio Perotti † (menzionato nel 1349)[8]
- Giovanni di Magnavia † (menzionato nel 1361)[8]
- Pietro Bohier, O.S.B. † (menzionato nel 1365)[8]
- Giacomo di Muti † (menzionato nel 1369)
- Luca Ridolfucci Gentili † (menzionato nel 1372)
- Stefano Palosti de Verayneris † (menzionato nel 1380)
- Gabriele Gabrielli, O.S.B. Cam. † (menzionato nel 1383)[9]
- Lorenzo Corvini † (17 gennaio 1389 - ?)[10]
- Giovanni, O.S.B. † (menzionato nel 1392)
- Francesco Scaccani † (1394 - 1399)
- Antonio Arcioni † (1400 - 1405)
- Paolo di Francesco di Roma, O.F.M. † (prima del 1405 - dopo il 1407)
- Francesco, O.S.B. † (menzionato nel 1411)
  - Pietro Sacco † (locum tenens)
- Giacomo Isolani † (1414 - 1417)
- Sante da Cave † (1420 - 5 maggio 1427 deceduto)
- Nicola Lazzaro di Guinigi † (21 maggio 1427 - ?)
  - Luca de Alpinis † (locum tenens)
- Daniele Gari Scotti † (menzionato il 17 aprile 1431)
- Gasparre di Diano † (27 dicembre 1431 - ?)
- Stefano del Buono † (12 novembre 1434 - 10 settembre 1435 deceduto)
- Genesio † (29 ottobre 1435 - ?)
- Andrea da Montecchio † (23 agosto 1437 - ?)
- Onofrio di Francesco † (menzionato nel 1444)
- Giosuè Mormile † (menzionato nel 1447)
- Roberto Cavalcanti † (menzionato il 18 aprile 1447)
- Berardo Eroli † (menzionato nel 1447)
- Francesco dal Legname † (menzionato nel 1459)
- Giovanni Neroni † (menzionato nel 1462)
- Domenico de Dominici † (menzionato nel 1464)
- Nicolò Trevisan † (menzionato nel 1480-1484 e 1487)
- Leonardo Marchese † (menzionato nel 1485)
- Giacomo Botta † (menzionato nel 1489)
- Jaime Serra i Cau † (13 febbraio 1492 - 2 ottobre 1500 pubblicato cardinale)
- Pietro Gamboa † (12 giugno 1501 - ? deceduto)
- Pietro Accolti † (20 novembre 1505 - ? dimesso)
- Domenico Giacobazzi † (menzionato nel 1511)
- Andrea Giacobazzi † (menzionato nel 1520)
- Paolo Capizucchi † (menzionato nel 1521)
- Bartolomeo Guidiccioni † (menzionato nel 1539)
- Pomponio Cesi † (3 gennaio 1540 - 4 agosto 1542 deceduto)
- Filippo Archinto † (1542 - ?)
- Ludovico Beccadelli † (menzionato nel 1554)
- Pietro De Petris † (menzionato il 1º giugno 1555)
- Virgilio Rosario † (menzionato il 6 luglio 1555 - 28 novembre 1558 nominato vicario generale)

### Vicari generali per la diocesi di Roma
- Virgilio Rosario † (28 novembre 1558 – 22 maggio 1559 deceduto)
  - Pietro De Pretis † (pro-vicario)
- Giacomo Savelli † (19 gennaio 1560 – 5 dicembre 1587 deceduto)
  - Sebastiano Portici † (pro-vicario)
  - Giovanni Oliva † (pro-vicario)
  - Michele Bonelli, O.P. † (1585 ? – ?) (pro-vicario)
- Girolamo Rusticucci † (post 5 dicembre 1587 – 14 giugno 1603 deceduto)
- Camillo Borghese † (13 novembre 1603 – 16 maggio 1605 eletto papa con il nome di Paolo V)
- Girolamo Pamphili † (post 16 maggio 1605 – 11 agosto 1610 deceduto)
- Giovanni Garzia Millini † (14 agosto 1610 – 2 ottobre 1629 deceduto)
- Marzio Ginetti † (2 ottobre 1629 – 1º marzo 1671 deceduto)
  - Antonio Barberini, O.F.M. Cap. † (1636 – 1640 dimesso) (pro-vicario)
  - Paluzzo Paluzzi Altieri degli Albertoni † (1667 – post 1º marzo 1671 nominato vicario) (pro-vicario)
- Paluzzo Paluzzi Altieri degli Albertoni † (post 1º marzo – 3 agosto 1671 nominato prefetto della Congregazione di Propaganda Fide
- Gaspare Carpegna † (12 agosto 1671 – 6 aprile 1714 deceduto)
  - Girolamo Casanate † (1682 – ?) (pro-vicario)
  - Niccolò Caracciolo † (18 dicembre 1715 – 6 dicembre 1717 dimesso) (pro-vicario)
- Giovanni Domenico Paracciani † (maggio 1717 – 9 maggio 1721 deceduto)
- Fabrizio Paolucci de' Calboli † (11 maggio 1721 – 12 giugno 1726 deceduto)
- Prospero Marefoschi † (13 giugno 1726 – 24 febbraio 1732 deceduto)
- Giovanni Antonio Guadagni, O.C.D. † (1º marzo 1732 – 15 gennaio 1759 deceduto)
- Antonio Maria Erba Odescalchi † (28 settembre 1759 – 28 marzo 1762 deceduto)
- Marcantonio Colonna † (19 aprile 1762 – 4 dicembre 1793 deceduto)
- Andrea Corsini † (8 dicembre 1793 – 18 gennaio 1795 deceduto)
- Giulio Anguillara Capece Cavazza della Somaglia † (22 settembre 1795 – 28 settembre 1818 dimesso)
  - Antonio Despuig y Dameto † (26 marzo 1808 – 2 marzo 1813 deceduto) (pro-vicario)
- Lorenzo Litta Visconti Arese † (28 settembre 1818 – 1º maggio 1820 deceduto)
- Annibale della Genga † (12 maggio 1820 – 28 settembre 1823 eletto papa con il nome di Leone XII)
  - Giuseppe Della Porta Rodiani † (23 settembre 1823 – 2 gennaio 1824 dimesso) (pro-vicario)
- Placido Zurla, O.S.B. Cam. † (7 gennaio 1824 – 19 ottobre 1834 deceduto)
- Carlo Odescalchi † (21 novembre 1834 – 21 novembre 1838 dimesso)
- Giuseppe Della Porta Rodiani † (30 novembre 1838 – 18 dicembre 1841 deceduto)
- Costantino Patrizi Naro † (22 dicembre 1841 – 17 dicembre 1876 deceduto)
- Raffaele Monaco La Valletta † (21 dicembre 1876 – 15 febbraio 1884 nominato segretario della Congregazione della romana e universale inquisizione)
- Lucido Maria Parocchi † (16 febbraio 1884 – 14 dicembre 1899 nominato vice-cancelliere di Santa Romana Chiesa)
- Domenico Maria Jacobini † (14 dicembre 1899 – 1º febbraio 1900 deceduto)
- Pietro Respighi † (9 aprile 1900 – 22 marzo 1913 deceduto)
- Basilio Pompilj † (7 aprile 1913 – 5 maggio 1931 deceduto)
- Francesco Marchetti Selvaggiani † (9 maggio 1931 – 13 gennaio 1951 deceduto)
- Clemente Micara † (26 gennaio 1951 – 11 marzo 1965 deceduto)
  - Luigi Traglia † (28 marzo 1960 – 30 marzo 1965 nominato vicario) (pro-vicario)
- Luigi Traglia † (30 marzo 1965 – 9 gennaio 1968 dimesso)
- Angelo Dell'Acqua, O.Ss.C.A. † (13 gennaio 1968 – 27 agosto 1972 deceduto)
  - Ugo Poletti † (13 ottobre 1972 – 26 marzo 1973 nominato vicario) (pro-vicario)
- Ugo Poletti † (26 marzo 1973 – 17 gennaio 1991 ritirato)
  - Camillo Ruini (17 gennaio 1991 – 1º luglio 1991 nominato vicario) (pro-vicario)
- Camillo Ruini (1º luglio 1991 – 27 giugno 2008 ritirato)
- Agostino Vallini (27 giugno 2008 – 26 maggio 2017 ritirato)
- Angelo De Donatis (26 maggio 2017 – 6 aprile 2024 nominato penitenziere maggiore)
- Baldassare Reina, dal 6 ottobre 2024